# 奧普塔希-默古拉鄉
44°35′N 24°39′E / 44.583°N 24.650°E
奧普塔希-默古拉鄉（羅馬尼亞語：Comuna Optași-Măgura, Olt），是羅馬尼亞的鄉份，位於該國南部，由奧爾特縣負責管轄，面積29平方公里，海拔高度204米，2007年人口1,243，人口密度每平方公里43人。